# Thomas J. Balonek
| 6452 Johneuller | 17 aprile 1991 |

Thomas J. Balonek (...) è un astronomo statunitense.
Ha ottenuto il baccellierato in fisica nel 1974 all'Università Cornell e il master of science e il dottorato in astronomia all'Università del Massachusetts rispettivamente nel 1977 e nel 1982.
È professore di fisica e astronomia all'Università Colgate.
Il Minor Planet Center gli accredita la scoperta di sette asteroidi, effettuate tra il 1991 e il 1995, di cui uno in collaborazione con M. Stockmaster.